# Seviljski metro
Seviljski metro (Metro de Sevilla na španskom) je laka mreža metroa koja je trenutno u izgradnji u gradu Sevilji, Španiji i njenoj metropolitskoj oblasti.

## Istorija
1999. godine drugi metro projekat je započet od strane Seville Metro Corporation(na Španskom, Sociedad del Metro de Sevilla),koju je osnovao bivši gradonačelnik Sevilje Alejandro Rojas Marcos. Trebalo je da bude završen 2006,ali će konačno krenuti sa radom 2. april 2009.

## Područja
Novi projekat planira mrežu koja pokriva Sevilju i njenu metropolitsku oblast(1,500,000 stanovnika) koju čini šest područja:

### Prvo područje
- Zapad-Jug:Podzemlje
- Opštine: Mairena del Aljarafe, San Juan, Sevilla and Dos Hermanas.
- Dužina: 18
- Broj stanica: 22
- Broj vozova: 17
- Početak izgradnje: Krajem 2003.
- Završetak izgradnje: Septembar 2008.

### Drugo područje
- Zapad-Istok: Podzemlje
- Dužina: 12
- Broj stanica: 17
- Početak izgradnje: 2010(u proseku)

### Treće područje
- Sever-Jug: Podzemlje
- Dužina: 11
- Broj stanica: 17
- Početak izgradnje: 2010(u proseku)

### Četvrto područje
- Polukružno: Ulični nivo(pretpostavka)
- Dužina: 15
- Broj stanica: 19
- Početak izgradnje: 2010(u proseku)

Suprotno od starog projekta,novi projekat će biti laki metro,sa kombinacijom uličnog nivoa i podzemnih sekcija.